# Mumien
Mumien is een compositie van Thomas Larcher. Hij schreef het stuk in de jaren 2001 en 2002 voor cello en piano. De muziek is geschreven toen de componist ook bezig was met zijn IXXU (tweede strijkkwartet) waarin virtuositeit voorop stond. Dat geldt soms ook voor dit werk. De componist omschreef het werk als volgt (eigenlijk de omschrijving van mummies):
- Gemummificeerd – ingepakt – verborgen
- Opgedroogd – uitgedroogd – lederachtige sporen van geheugen
- Ontledend – openingen van plekken van nauwelijks een cm2 groot- vlierbessen in de maag
- Weefselmonsters – Onder de microscoop explodeert de nanokosmos

Het werk bestaat uit drie delen, maar daar zit nauwelijks verschil tussen:
1. Tempo giusto (de piano klinkt hier als een slagwerkinstrument)
2. Schneller
3. Langsam

Het werk kreeg zijn eerste uitvoering in München op 8 maart 2002 door de cellist Heinrich Schiff met pianist Till Felner.

## Discografie
- Uitgave ECM Records met Thomas Larcher als pianist en de cellist Thomas Demenga; opname in juli 2006 in Grünwald Everding-Saal.